# Дунайський регіональний офіс водних ресурсів
Дунайський регіональний офіс водних ресурсів (ДРОВР) є бюджетною неприбутковою організацією і належить до сфери управління центрального органу виконавчої влади у галузі розвитку водного господарства і меліорації земель, управління, використання та відтворення поверхневих водних ресурсів — Державного агентства водних ресурсів України.

## Історія
- 1966—1980 — Дунайське управління захисних споруд
- 1980—1991 — Управління експлуатації Придунайських водосховищ
- 1991—2008 — Придунайське управління каналів, захисних споруд та водоймищ
- 2008—2018 — Дунайське басейнове управління водних ресурсів
- З 04.07.2018 — Дунайський регіональний офіс водних ресурсів

## Структура
- Відділ водних об'єктів, використання водних ресурсів та моніторингу вод;
- Служба експлуатації водогосподарських систем;
- Служба економіки;
- Відділ бухгалтерського обліку та звітності;
- Провідний юрисконсульт;
- В.о. інспектора з питань запобігання та виявлення корупції;
- Інженер І категорії з підготовки кадрів;
- Лабораторія моніторингу вод;
- Дільниця механізованих робіт

## Основні завдання
- реалізація державної політики у сфері управління, використання, збереження та відтворення водних ресурсів, розвитку водного господарства, експлуатації водних об'єктів, гідротехнічних споруд;
- вирішення разом з органами виконавчої влади та іншими організаціями, установами, підприємствами питання забезпечення населення і галузей економіки водними ресурсами;
- координація діяльності організацій, що належать до сфери управління Держводагентства, у межах басейну Дунаю із зазначених питань[1].

## Басейнова рада Нижнього Дунаю
У 2018 році на виконання статей 13, 15 Водного кодексу України, принципів Конвенції про охорону та використання транскордонних водотоків та міжнародних озер 1992 року та Водної Рамкової Директиви ЄС від 23 жовтня 2000 року наказом Державного агентства водних ресурсів України від 22 грудня 2018 року № 972 при Дунайському регіональному офісі водних ресурсів створено Басейнову раду Нижнього Дунаю.
Басейнова рада є консультативно-дорадчим органом у межах суббасейну Нижнього Дунаю, який покликаний сприяти впровадженню інтегрованих підходів в управлінні водними ресурсами шляхом прийняття узгоджених рішень водокористувачів, населення, громадських екологічних організацій і наукових установ.
Голова Басейнової ради Нижнього Дунаю — Маслов Юрій Костянтинович.

## Керівництво
- Бадьор Микола Григорович (1924 р.н.) — начальник до 1973 року
- Балєма Григорій Дмитрович (1931 р.н.) — начальник з 1973 до 1985 року
- Ротань Василь Васильович (1945 р.н.) — начальник з 1985 до 1991 року
- Дубенко Георгій Миколайович (1953 р.н.) — начальник з 1991 до 1992 року
- Черой Іван Георгійович (1951 р.н.) — начальник з 1992 до 2016 року
- Кібалка Олександр Дмитрович (1967 р.н.) — в.о.начальника до 2017 року
- Гуньковська Світлана Володимирівна (1969 р.н.) — в.о. начальника у 2017 році
- Махненко Юрій Юхимович (1968 р.н.) — в.о. начальника

## Нормативно— правова база
Водний кодекс України
Водна рамкова директива
Закон України Про затвердження Загальнодержавної цільової програми розвитку водного господарства та екологічного оздоровлення басейну річки Дніпро на період до 2021 року [Архівовано 20 жовтня 2018 у Wayback Machine.]
Закон України Про внесення змін до деяких законодавчих актів України щодо впровадження інтегрованих підходів в управлінні водними ресурсами за басейновим принципом [Архівовано 9 листопада 2018 у Wayback Machine.]
Закон України Про аквакультуру [Архівовано 9 листопада 2018 у Wayback Machine.]
Закон України Про Основні засади (стратегію) державної екологічної політики України на період до 2020 року [Архівовано 9 листопада 2018 у Wayback Machine.]
Закон України Про запобігання корупції [Архівовано 9 листопада 2018 у Wayback Machine.]
Постанова Кабінету Міністрів Укруїни від 8 травня 1996 р. № 486 Про затвердження Порядку визначення розмірів і меж водоохоронних зон та режиму ведення господарської діяльності в них [Архівовано 24 жовтня 2018 у Wayback Machine.]
Постанова Кабінету Міністрів України від 26 жовтня 2011 р. N 1101 Про затвердження переліку платних послуг, які надаються бюджетними установами, що належать до сфери управління Державного агентства водних ресурсів [Архівовано 14 грудня 2018 у Wayback Machine.]
Постанова Кабінету Міністрів України від 17 вересня 1996 р. N 1147 Про затвердження переліку видів діяльності, що належать до природоохоронних заходів [Архівовано 23 січня 2019 у Wayback Machine.]
Постанова Кабінету Міністрів України від 13 травня 1996 р. N 502 Про затвердження Порядку користування землями водного фонду [Архівовано 22 жовтня 2018 у Wayback Machine.]
Постанова Кабінету Міністрів України від 11 вересня 1996 р. N 1100 Про затвердження Порядку розроблення нормативів гранично допустимого скидання забруднюючих речовин у водні об'єкти та перелік забруднюючих речовин, скидання … [Архівовано 8 жовтня 2018 у Wayback Machine.]
Постанова Кабінету Міністрів України від 22 липня 2015 р. № 571 Деякі питання управління державними інвестиціями [Архівовано 23 січня 2019 у Wayback Machine.]
Водна Рамкова Директива ЄС  [Архівовано 15 квітня 2016 у Wayback Machine.]
Конвенція щодо співробітництва по охороні та сталому використанню ріки Дунай (Конвенція про охорону ріки Дунай)  [Архівовано 12 листопада 2018 у Wayback Machine.]
Про ратифікацію Конвенції щодо співробітництва по охороні та сталому використанню ріки Дунай (Конвенція про охорону ріки Дунай) [Архівовано 12 листопада 2018 у Wayback Machine.]